# Husflid
Husflid kaldes den forædlings- og fremstillingsvirksomhed, der foregår som bibeskæftigelse i hjemmet, og hvorved der frembringes alle slags genstande, oprindeligt alene til hjemmets brug, men efterhånden også til salg. Husflid kan anses for industriens forgænger. Da industrien voksede, gik det ud over husfliden.
I den industrielle tidsalder har husflid vundet fornyet opmærksomhed som beskæftigelse i fritiden. I 1871 udgav N.C. Rom "Den danske Husflid, dens Betydning og dens Tilstand i Fortid og Nutid", og i 1873 stiftedes "Dansk Husflidsselskab" af N.C. Rom og A. Clauson-Kaas. Den fik oprindeligt et årligt statstilskud til husflidens fremme ved at fremme og støtte lokale husflidsforeninger, der hver forestår en eller flere skoler, ved i kurser at uddanne husflidslærere, ved at foranstalte møder, foredrag og udstillinger, ved at udsende en konsulent og ved at udgive et blad, Dansk Husflidstidende. N.C. Rom var formand fra 1899.
Dansk husflid er i nutiden en del af den traditionelle måde at tænke og lave håndværk på. Oftest er udøveren kursist, medlem eller frivillig i en forening og adskiller sig derved fra professionelle håndværkere. Husflidstraditionen er udtryk for den almindelige borgers evne og mulighed for at fremstille brugs- og kunstgenstande i hånden.
Husflid er hjemmefremstilling af genstande i enkelteksemplarer eller små serier udført i hånden:
a) som hobby,
b) til selvforsyning (i bondesamfundet indtil starten af 1900-tallet), eller
c) med mindre salg for øje.
Husflidens grænseområder er skolefagene sløjd, håndarbejde, håndværk og design og til dels billedkunst, men her står det pædagogisk tilrettelagte værkstedsarbejde i centrum, hvorimod produktet står i centrum ved husfliden. Derimod er de genstande, der kan fremstilles i skolen, de samme som de, der falder ind under husflidsprodukter, og de, der fremstilles i huggehuset.
Et andet grænseområde er kunsthåndværk, men for at kaldes kunsthåndværk kræves, at produktet har kunstneriske kvaliteter, og at det er fremstillet med salg for øje.

## Historie
Husflidens oprindelse er usikker, men kan anses som udviklet fra fæstevæsenet: ved dettes organisering i middelalderen blev det bestemt, at fæstebonden foruden indfæstning dels skulle yde hoveri, dels betale årlige afgifter kaldet landgilde. Denne landgilde kunne have form af naturalier eller tjenester, men også i form af varer. Fra Skovkloster kendes opgørelser fra 1467-81, der viser, at fæstere ydede tekstiler som en del af deres afgifter, fx forekom i 1480 7 afgifter i klæde, 18 i vadmel, 8 i lærred, 1 i sække og 1 i sengeklæder, og i 1481 10 afgifter i klæde, 17 i vadmel, 14 i lærred, 3 i sengeklæder og 1 i sække. Ydermere viser det sig, at disse afgifter var samlet i bestemte landsbyer, og i Appenæs, Faksinge, Kostræde, Kvislemark, Lille Næstved, Rislev og andre landsbyer skulle mere end halvdelen af fæsterne yde vævede stoffer i afgift.
Der er grund til at formode, at disse afgifter medførte, at en del fæstere efterhånden opnåede en vis færdighed i fremstillingen, og at der efterhånden blev mulighed for at opnå en overskudsproduktion, som kunne sælges. En nøjere organisering optræder først i slutningen af 1600-tallet og begyndelsen af 1700-tallet, da hosekræmmere opnåede handelsrettigheder i København, hvis de tog borgerskab, hvilket skete. Foruden salg i hovedstaden blev hoser, vanter, uldtøjer og ærmer eksporteret til Norge, Hamborg og Holland.
En lignende husflid som bindevirksomheden vandt også frem på andre områder, således væveriet. I Sønderjylland vandt kniplingsindustrien udbredelse, især på grevskaberne Schackenborg og Trøjborg godser og i Vendsyssel, i Hellum og Hindsted herreder i Østhimmerland, i Vorup ved Randers og på Varde-egnen, især i Øster og Nørre Horne herreder produceredes jydepotter, der i stort tal blev udført og solgt til Hamborg og Elbområdet samt Lübeck og Riga.
Husfliden fortsatte i 1700-tallet og 1800-tallet og gjorde landbefolkningen stort set selvforsynende med beklædningsvarer af vadmel, hvergarn, hør- og blårlærred samt trikotage, og en lignende produktion forekom af trævarer og lervarer, mens hestesko, knive, økser, save, leer, spader og lignende blev fremstillet af stedlige smede. Om Bornholm blev det i 1735 oplyst, at der kun var få huse, hvor der ikke fandtes en væv, og amtmanden mente, at disse hjemmelavede produkter var af bedre kvalitet end stoffer indført fra Danzig.
I indberetninger fra Sjælland blev samme år fra Roskilde, Køge, Næstved og Stege klaget over, at væverne foruden det tilladte vadmel samt blår- og hampelærred også producerede hørlærred, dynevår, drejl, ulmerdug og andet. I flere landsbyer i købstædernes omegn fandtes ikke blot flere vævere, men nogle af disse havde endda regulære værksteder med flere væve, og forholdene blev værre for købstadshåndværkerne ved, at landsbyvæverne fik bestillinger fra købstæderne.
For Lolland og Falsters vedkommende vides, at indbyggerne i 1731 forbrugte 22.188 pund hør, 10.808 pund hamp og 6.272 pund blår udover det, de selv producerede, og at dette blev indført fra Østersø-egnene. Fra en rejsejournal kendes oplysninger om, at en stampemølle ved Vordingborg i 1776 havde forarbejdet 1.689 alen vadmel fra Falster.
Også på Fyn forekom fremstilling af lærred, vadmel og hvergarn, og i toldregnskaberne for Middelfart fra 1745 fremgår, at der herfra til resten af landet og til Norge blev udført over 14.000 alen hør- og blårlærred samt omkring 1.000 alen dynevår, mens en mindre eksport fandt sted fra Odense, Nyborg og Svendborg. I 1787 tales om markeder i Odense, hvor det "vrimlede" med bønder og koner, der medbragte "en utrolig mængde dynevaar, lærreder og forklædetøjer".
For Jyllands vedkommende er billedet mere varieret: Visse steder produceredes kun vadmel, tøj og lærred til eget forbrug, men fx Randers kunne i 1769 udføre til en værdi af 13.060 rigsdaler hjemmegjorte varer, og Aaborg samme år for 37.283 rigsdaler. Samme år indførte Aalborg 669.056 pund hør, 159.296 pund hamp og 158.498 pund blår, der gik til fremstilling af lærred. Dertil kom uldvareproduktionen, som havde sit tyngdepunkt i egne med stort fårehold som Hammerum, Bølling, Ulfborg, Lysgård og Middelsom herreder, hvor der blev produceret strømper, huer, vanter og undertøj. Men også Vesthimmerland havde en anselig husflidsproduktion. Dertil kom så kniplingsindustrien i Sønderjylland og pottemageriet flere steder i Jylland. Andre binæringer var fremstilling af salt, kalk og teglsten. Visse steder i Ribe og Ringkøbing amter blev teglværker drevet af bønder, men undertiden i tilknytning til godser, og mange godser engagerede sig også i fremstilling af uld- og linnedvarer. Hele denne husflidsvirksomhed var en skarp konkurrent til de klædefabrikker m.m., som staten på samme tid forsøgte at fremme.
Det var først fremkomsten af dampkraft og dennes udbredelse i løbet af 1800-tallet, der gjorde industriel produktion konkurrencedygtig i forhold til husfliden, men endnu omkring midten af 1800-tallet omtaler J.P. Trap i sin beskrivelse af Kongeriget Danmark husflid flere steder i landet.